# المجلس العسكري في درعا
المجلس العسكري في درعا أو المجلس العسكري لدرعا هو تحالف للثوريين السوريين الناشطين في محافظة درعا. تم إنشاء هذا المجلس العسكري عام 2012 ويضم معظم الثوريين القاطنين في محافظة درعا والذين يُقاتلون ضد الحكومة السورية وضد القوات التابعة لبشار الأسد وحلفائه. انشق زعيم الجماعة وهو العقيد أحمد نعمة عن القوات الجوية السورية ونجح في توحيد الجماعات الثورية في الإقليم. تم اعتقاله من قبل جبهة النصرة في 4 أيار/مايو 2014 وتقديمه للمحاكمة أمام المحكمة الشرعية.